# Zöld darázs (film)
A Zöld darázs (eredeti cím: The Green Hornet) 2011-ben bemutatott amerikai akció-kalandfilm, melynek rendezője Michel Gondry. A főbb szerepekben Seth Rogen, Cameron Diaz, Christoph Waltz és Jay Chou látható. A film az azonos című rádió- és televíziósorozat alapján készült. Utóbbiban Kato szerepét Bruce Lee alakította, az új filmben az ázsiai énekes-zeneszerző-színész, Jay Chou kapta a szerepet, miután Stephen Chow visszadobta azt.
2011. január 14-én mutatták be, hazai forgalmazója az InterCom.

## Történet
Britt Reid (Seth Rogen) egy igazi nemtörődöm playboy, aki partizik, nőket szed fel és semmi egyébre nincs gondja. Egy nap azonban meghal az apja és Britt kénytelen átvenni a családi vállalatot, az újságkiadót. Amikor Britt megismeri apja mindenhez értő jobb kezét, Katót (Jay Chou), rádöbben, hogy eddig csak vesztegette az életét. Ráveszi Katót, hogy segítsen neki hőssé válni: együtt megalkotják a Zöld darazsat, a szuperhőst, aki bűnözőnek álcázva magát harcol a bűn ellen. Ezt azonban nem nézi jó szemmel a helyi alvilág kissé paranoiás feje, Chudnofsky (Christoph Waltz) és üldözőbe veszi az álarcos párost.

## Szereplők
| Szerep         | Színész            | Magyar hang       |
| -------------- | ------------------ | ----------------- |
| Britt Reid     | Seth Rogen         | Varga Rókus       |
| Kato           | Jay Chou           | Előd Álmos        |
| Lenore Case    | Cameron Diaz       | Für Anikó         |
| James Reid     | Tom Wilkinson      | Koroknay Géza     |
| Chudnofsky     | Christoph Waltz    | Epres Attila      |
| Scanlon        | David Harbour      | Haás Vander Péter |
| Michael Axford | Edward James Olmos | Szersén Gyula     |
| Pop Eye        | Jamie Harris       | Schnell Ádám      |
| Anna Lee       | Analeigh Tipton    | Bálizs Anett      |

## Előkészületek

### Szereplőválogatás
A Tajvanon élő Jay Chout egy Skype-on történt meghallgatás után választották ki Kato szerepére.

## Forgatás
A filmet előzetesen Detroitban, New York-ban vagy Louisianában forgatták volna, végül azonban a producerek Los Angeles mellett döntöttek, annak ellenére, hogy máshol adókedvezményeket is kaptak volna. Neal H. Moritz producer szerint Los Angelesben több lehetőségük volt a kreatív kibontakozáshoz. A forgatás 2009. szeptember 2-án kezdődött meg a Sony Pictures Studios Culver City-beli stúdiójában, majd a los angeles-i kínai negyedben folytatódott, ahol többek között Kato lakásában zajló jeleneteket forgatták. Novemberben számos los angeles-i helyszínen forgattak (Bel Air, Sun Valley, Holmby Hills, Hawthorne), valamint felhasználták a városháza és a Los Angeles Times újság épületét is; utóbbi a Britt Reid vezette hírlap szerkesztőségének helyszínéül szolgált.
A filmzenét eredetileg Danny Elfman komponálta volna, azonban idő hiányában végül James Newton Howardra esett a választás.
A Zöld darázs „Fekete szépségéhez” 29 átalakított autót használtak, melyek az 1964-es, 65-ös és 66-os Imperial típusú modellek alapján készültek. Az eredeti televíziós sorozatban 1966-os Imperialt alkalmaztak.